# Georg Fraustadt
Georg Fraustadt (* 1. November 1885 in Grimma; † 7. Dezember 1968 in Dresden) war ein deutscher Philologe und von 1924 bis 1938 der 28. Rektor der Landesschule Grimma.

## Leben

### Herkunft und akademischer Werdegang
Der evangelische Pfarrer und Kirchenhistoriker Albert Fraustadt, Pfarrer der Kirche Luppa bei Oschatz, war sein Großvater. Vorbereitet in Latein von seinem Vater Albert Fraustadt (alumnus Grimensis 1859–1865, Pfarrer der Kirche Dahlen), besuchte Georg Fraustadt die Quarta des Progymnasiums in Grimma und danach von 1899 bis 1905 die Fürstenschule St. Afra in Meißen. Er errang das Abitur als Primus Omnium.
Anschließend studierte er in Freiberg und Leipzig Klassische Philologie und Geschichte. 1909 wurde Fraustadt promoviert.
Nach der Staatsprüfung 1910 wirkte er als Lehrer in Dresden, Bautzen und Wurzen.

### Lehrer in Meißen und Rektor in Grimma und Dresden
1915 wurde er an die Schule St. Afra versetzt, an der er einst Schüler gewesen war. Dort war er als Lehrer tätig, bis 1924 die Berufung als Rektor an die Fürstenschule in Grimma erfolgte.
Fraustadt engagierte sich für die Erhaltung der Fürstenschul-Traditionen, und so erlebte die Fürstenschule in Grimma trotz schwieriger Nachkriegs-Situation nochmals eine Blütezeit, auch mit dem neuen Status als Reformgymnasium. Er sorgte mit zäher Energie für Aufschwung in Schule, Internat, Unterrichts-Methoden und Bau-Angelegenheiten.
Die Schule wurde 1936/37 von den Nationalsozialisten gleichgeschaltet. Deren Absicht, die Landesschule in eine Nationalpolitische Lehranstalt (Napola) umzugestalten (so wie es der Landesschule Pforta 1935 geschehen war), konnte wohl auch dank der Intervention Fraustadts in Dresden verhindert werden.
Fraustadt war eine hochgebildete Persönlichkeit, ein verdienstreicher Pädagoge und ein brillanter Redner, was er immer wieder bei mit seinem Rektorenamt verbundenen Anlässen für Ansprachen bewies.
Nach der Umwandlung der Fürstenschule in eine Staatliche Oberschule für Jungen versetzte das sächsische Volksbildungsministerium Fraustadt 1938 nach Dresden – als Rektor des Staatlichen Gymnasiums in Dresden-Neustadt.

### Lebensabend in Dresden
Kurt Schwabe berichtete 2010, dass er am 14. September 1950 Georg Fraustadt wiedertraf (am Rande der Feier anlässlich von 400 Jahren Landesschule Grimma) und erfuhr, dass er und viele andere Lehrer unter den politischen DDR-Verhältnissen aus dem Schuldienst entlassen worden waren und keine Beschäftigung mehr in diesem Beruf fanden. Fraustadt arbeitete dann als Bauarbeiter und als Bürosekretär eines Bauunternehmens.
Fraustadt verbrachte seinen Lebensabend ab 1953 wissenschaftlich aktiv. Das zeigt sich daran, dass Fraustadt ab 1954 – da wurde er 69 Jahre alt – für das Staatliche Museum für Mineralogie und Geologie Dresden, wohin ihn womöglich Museumsdirektor Hans Prescher holte, wissenschaftliche Beiträge publiziert hat. Georg Fraustadt befasste sich mit der Übersetzung und der kritischen Neuausgabe von Werken des Georgius Agricola.
Sein letzter Aufsatz hatte 1965 die Fürstenschule in Meißen zum Thema, an der er einst Schüler und Lehrer gewesen war.
Georg Fraustadt ist offensichtlich in seiner letzten Schaffensphase im Museum ein geachteter Wissenschaftler und Kollege gewesen: Das Kollegium widmete ihm die Festschrift Georg Fraustadt zum fünfundsiebzigsten Geburtstag am 1. November 1960.

## Veröffentlichungen
- Die Fürsten- und Landesschule St. Augustin zu Grimma in Vergangenheit und Gegenwart. 132 Seiten, mit 31 Tafeln. Grimma 1930
- Der neue Sachsenspiegel – ein kunterbuntes Heimatspiel. Mit Zeichnungen von O. Walter Lehmann, 14 Seiten, Dresden 1938 – im Bestand der Bibliotheca Albertina (Katalogeintrag)
- Mehrere Aufsätze für das Museum für Mineralogie und Geologie Dresden zwischen 1955 und 1965, zu finden in den Beständen der SLUB
- Die Meißner Fürstenschule. Wissenschaftlicher Aufsatz zum 3. Juli 1963, dem 420. Gedenktag der Gründung. In: Das Altertum. Band 11, Heft 4, S. 243–256.[8]